# Leonardo Ljubičić
Leonardo Ljubičić (* 26. Dezember 1966) ist ein kroatischer Fernschachspieler. Er ist der 28. Fernschachweltmeister (2013–2016).

## Leben
Sein Vater Ante war Mathematikprofessor und ein großer Fan des Schachs. Von ihm hat er auch die Leidenschaft für Schach. Etwa im Alter von neun Jahren brachte ihm sein Vater das Spiel bei. Bereits kurz danach ging er in den örtlichen Schachverein, den sein Vater betreute, und spielte dort zuerst Nahschach. Etwa zur gleichen Zeit erklärte ihm ebenfalls sein Vater die Regeln des Fernschach und forderte ihn auf, es auch damit zu versuchen. Als Gründe nannte er, dass Fernschach sein Schachspiel allgemein verbessern würde und er darüber hinaus noch lernen könne, sich zu organisieren und geduldiger zu werden.
Ljubičić studierte später Ingenieurwesen, hat in seinem bisherigen beruflichen Leben aber in verschiedenen unterschiedlichen Bereichen gearbeitet. Er ist verheiratet und hat drei erwachsene Kinder.

## Schach

### Nahschach
Im Nahschach nimmt Ljubičić sporadisch an Wettkämpfen der kroatischen Mannschaftsmeisterschaften teil. Seine höchste Elo-Zahl von 2230 hatte er im Juli 1994 und Januar 1995.

### Fernschach
Leonardo Ljubičić hat 2001 den Titel des Internationalen Meisters (IM) erhalten, nachdem er im Halbfinales der 22. Fernschachweltmeisterschaft den sechsten Platz erreichte. Den Titel des Verdienten Internationalen Meisters (SIM) bekam er 2007 und den Titel Großmeister 2011 verliehen.
International nahm Ljubičić bislang an sechs Fernschach-Weltmeisterschaften, drei Fernschach-Europameisterschaften und zwei Olympiaden teil.
National konnte er Zweiter beim 5. kroatischen Pokal (2006) und beim 6. kroatischen Pokal (2011) erneut Zweiter, diesmal hinter seinem Vater, werden. Die 11. kroatische Meisterschaft schloss er 2007 als dritter ab.